# Чемпіонат світу з легкої атлетики в приміщенні 1993
Чемпіонат світу з легкої атлетики в приміщенні 1993 відбувся 12–14 березня в Торонто на арені «Скайдоум».
Другу першість поспіль програма чемпіонату зазнала змін. У Торонто жінки вперше розіграли нагороди в потрійному стрибку (на попередньому чемпіонаті в Севільї ця дисципліна була показовою).
На першості в Канаді було також представлено дві нові дисципліни, змагання в яких мали показовий характер. І якщо естафета 800+200+200+400 метрів не «прижилась» надалі на чемпіонатах світу в приміщенні, то змагання з багатоборства (семиборство у чоловіків та п'ятиборство у жінок) вже на наступній першості в Барселоні були включені до основної програми змагань.
У Торонто востаннє в історії змагань чоловіки та жінки змагались у спортивній ходьбі.

## Призери

### Чоловіки
| Дисципліни            | Золото                                                  | Золото   | Срібло                                                            | Срібло   | Бронза                                                         | Бронза   |
| --------------------- | ------------------------------------------------------- | -------- | ----------------------------------------------------------------- | -------- | -------------------------------------------------------------- | -------- |
| 60 метрів             | Бруні Сурін Канада                                      | 6,50 CR  | Френкі Фредерікс Намібія                                          | 6,51     | Талал Мансур Катар                                             | 6,57     |
| 200 метрів            | Джеймс Трапп США                                        | 20,63    | Демієн Марш Австралія                                             | 20,71    | Кевін Літтл США                                                | 20,72    |
| 400 метрів            | Батч Рейнольдс США                                      | 45,26 CR | Сандей Бада Нігерія                                               | 45,75    | Даррен Кларк Австралія                                         | 46,45    |
| 800 метрів            | Том Маккін Велика Британія                              | 1.47,29  | Шарль Нказам'ямпі Бурунді                                         | 1.47,62  | Ніко Мотчебон Німеччина                                        | 1.48,15  |
| 1500 метрів           | Маркус О'Салліван Ірландія                              | 3.45,00  | Девід Стренг Велика Британія                                      | 3.45,30  | Бранко Зорко Хорватія                                          | 3.45,39  |
| 3000 метрів           | Дженнаро ді Наполі Італія                               | 7.50,26  | Ерік Дюбюс Франція                                                | 7.50,57  | Енріке Моліна Іспанія                                          | 7.51,10  |
| 60 метрів з бар'єрами | Марк Маккой Канада                                      | 7,41 CR  | Колін Джексон Велика Британія                                     | 7,43     | Тоні Діс США                                                   | 7,43     |
| Ходьба 5000 метрів    | Михайло Щенніков Росія                                  | 18.32,10 | Роберт Коженьовський Польща                                       | 18.35,91 | Михайло Орлов Росія                                            | 18.43,48 |
| 4×400 метрів          | СШАДарнелл Голл Браян Ірвін Джейсон Роузер Марк Еверетт | 3.04,20  | Тринідад і ТобагоДазел Джулс Елвін Деніел Ніл де Сілва Ієн Морріс | 3.07,02  | ЯпоніяКан Масайосі Інагакі Сейдзі Сайто Йосіхіко Гіроюсі Гаякі | 3.07,30  |
| Стрибки у висоту      | Хав'єр Сотомайор Куба                                   | 2,41     | Патрік Шеберг Швеція                                              | 2,39     | Стів Сміт Велика Британія                                      | 2,37     |
| Стрибки з жердиною    | Родіон Гатауллін Росія                                  | 5,90     | Григорій Єгоров Казахстан                                         | 5,80     | Жан Гальфйон Франція                                           | 5,80     |
| Стрибки в довжину     | Іван Педросо Куба                                       | 8,23     | Джо Грін США                                                      | 8,13     | Хайме Хефферсон Куба                                           | 7,98     |
| Потрійний стрибок     | П'єр Камара Франція                                     | 17,59    | Маріс Бружикс Латвія                                              | 17,36    | Браян Веллман Бермудські Острови                               | 17,27    |
| Штовхання ядра        | Майк Сталчі США                                         | 21,27    | Джім Дерінг США                                                   | 21,08    | Олександр Багач Україна                                        | 20,63    |

### Жінки
| Дисципліни            | Золото                                                               | Золото    | Срібло                                                        | Срібло   | Бронза                      | Бронза   |
| --------------------- | -------------------------------------------------------------------- | --------- | ------------------------------------------------------------- | -------- | --------------------------- | -------- |
| 60 метрів             | Ґейл Діверс США                                                      | 6,95 CR   | Ірина Привалова Росія                                         | 6,97     | Жанна Тарнопольська Україна | 7,21     |
| 200 метрів            | Ірина Привалова Росія                                                | 22,15 CR  | Мелінда Гейнсфорд Австралія                                   | 22,73    | Наталія Воронова Росія      | 22,90    |
| 400 метрів            | Сенді Річардс Ямайка                                                 | 50,93     | Тетяна Алексеєва Росія                                        | 51,03    | Джерл Майлс США             | 51,37    |
| 800 метрів            | Марія Мутола Мозамбік                                                | 1.57,55   | Світлана Мастеркова Росія                                     | 1.59,18  | Джоетта Кларк США           | 1.59,86  |
| 1500 метрів           | Катерина Подкопаєва Росія                                            | 4.09,29   | Віолета Бекля Румунія                                         | 4.09,41  | Сандра Гассер Швейцарія     | 4.10,99  |
| 3000 метрів           | Івонн Маррей Велика Британія                                         | 8.50,55   | Маргарета Кесег Румунія                                       | 9.02,89  | Лінн Дженнінгс США          | 9.03,78  |
| 60 метрів з бар'єрами | Жулі Бауман Швейцарія                                                | 7,96      | Лавонна Мартін США                                            | 7,99     | Патрісія Жирар Франція      | 8,01     |
| Ходьба 3000 метрів    | Олена Ніколаєва Росія                                                | 11.49,73  | Керрі Саксбі-Джунна Австралія                                 | 11.53,82 | Ілеана Сальвадор Італія     | 11.55,35 |
| 4×400 метрів          | ЯмайкаДеон Геммінгс Беверлі Грант Кеті Раттрей-Вільямс Сенді Річардс | 3.32,32   | СШАТревая Вільямс Террі Денді Даян Веббер Наташа Кайзер-Браун | 3.32,50  | не вручалась                |          |
| Стрибки у висоту      | Стефка Костадинова Болгарія                                          | 2,02      | Гайке Генкель Німеччина                                       | 2,02     | Інга Бабакова Україна       | 2,00     |
| Стрибки в довжину     | Мар'єта Ілку Румунія                                                 | 6,84      | Сюзен Тідтке Німеччина                                        | 6,84     | Інеса Кравець Україна       | 6,77     |
| Потрійний стрибок     | Інеса Кравець Україна                                                | 14,47 WIR | Йоланда Чен Росія                                             | 14,36    | Інна Ласовська Росія        | 14,35    |
| Штовхання ядра        | Світлана Кривельова Росія                                            | 19,57     | Штефані Шторп Німеччина                                       | 19,37    | Чжан Люхун КНР              | 19,32    |

## Показові дисципліни

### Чоловіки
| Дисципліни             | Золото                                                  | Золото      | Срібло                                                                    | Срібло  | Бронза                                                         | Бронза  |
| ---------------------- | ------------------------------------------------------- | ----------- | ------------------------------------------------------------------------- | ------- | -------------------------------------------------------------- | ------- |
| 800+200+200+400 метрів | СШАМарк Еверетт Джеймс Трапп Кевін Літтл Батч Рейнольдс | 3.15,10 WIB | БразиліяЖілмар дос Сантос Андре да Сілва Сідней Теллес Еронілде де Араужу | 3.16,11 | КанадаФредді Вільямс Рікардо Грінідж Пітер Огілві Марк Джексон | 3.16,93 |
| Семиборство            | Ден О'Браєн США                                         | 6476 WIR    | Майк Сміт Канада                                                          | 6279    | Едуард Хямяляйнен Білорусь                                     | 6075    |

### Жінки
| Дисципліни             | Золото                                              | Золото      | Срібло                                                       | Срібло  | Бронза                   | Бронза |
| ---------------------- | --------------------------------------------------- | ----------- | ------------------------------------------------------------ | ------- | ------------------------ | ------ |
| 800+200+200+400 метрів | СШАДжоетта Кларк Венді Верін Кім Баттен Джерл Майлз | 3.45,90 WIB | КанадаДональда Дюпрі Соня Пакетт Маме Твумасі Аланна Яківчук | 3.56,34 | не вручалась             |        |
| П'ятиборство           | Ліліана Нестасе Румунія                             | 4686        | Уршула Влодарчик Польща                                      | 4667    | Біргіт Кларіус Німеччина | 4641   |

## Медальний залік
| Місце                | Країна               | Золото | Срібло | Бронза | Загалом |
| -------------------- | -------------------- | ------ | ------ | ------ | ------- |
| 1                    | Росія                | 6      | 4      | 3      | 13      |
| 2                    | США                  | 5      | 4      | 5      | 14      |
| 3                    | Велика Британія      | 2      | 2      | 1      | 5       |
| 4                    | Куба                 | 2      | 0      | 1      | 3       |
| 5                    | Канада               | 2      | 0      | 0      | 2       |
| 5                    | Ямайка               | 2      | 0      | 0      | 2       |
| 7                    | Румунія              | 1      | 2      | 0      | 3       |
| 8                    | Франція              | 1      | 1      | 2      | 4       |
| 9                    | Україна              | 1      | 0      | 4      | 5       |
| 10                   | Італія               | 1      | 0      | 1      | 2       |
| 10                   | Швейцарія            | 1      | 0      | 1      | 2       |
| 12                   | Ірландія             | 1      | 0      | 0      | 1       |
| 12                   | Болгарія             | 1      | 0      | 0      | 1       |
| 12                   | Мозамбік             | 1      | 0      | 0      | 1       |
| 15                   | Австралія            | 0      | 3      | 1      | 4       |
| 15                   | Німеччина            | 0      | 3      | 1      | 4       |
| 17                   | Намібія              | 0      | 1      | 0      | 1       |
| 17                   | Тринідад і Тобаго    | 0      | 1      | 0      | 1       |
| 17                   | Бурунді              | 0      | 1      | 0      | 1       |
| 17                   | Казахстан            | 0      | 1      | 0      | 1       |
| 17                   | Латвія               | 0      | 1      | 0      | 1       |
| 17                   | Нігерія              | 0      | 1      | 0      | 1       |
| 17                   | Польща               | 0      | 1      | 0      | 1       |
| 17                   | Швеція               | 0      | 1      | 0      | 1       |
| 25                   | Іспанія              | 0      | 0      | 1      | 1       |
| 25                   | Бермудські Острови   | 0      | 0      | 1      | 1       |
| 25                   | КНР                  | 0      | 0      | 1      | 1       |
| 25                   | Катар                | 0      | 0      | 1      | 1       |
| 25                   | Хорватія             | 0      | 0      | 1      | 1       |
| 25                   | Японія               | 0      | 0      | 1      | 1       |
| Загалом (30 збірних) | Загалом (30 збірних) | 27     | 27     | 26     | 80      |